# شیتارا سادامیچی

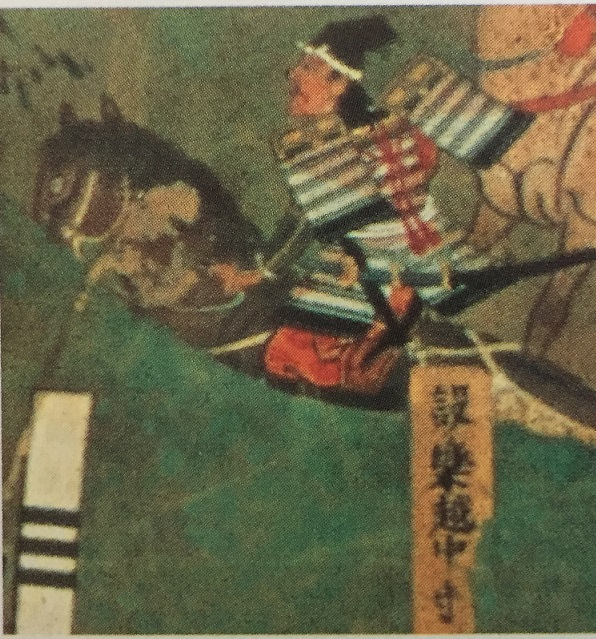
تصویر نقاشی شده

شیتارا سادامیچی (به ژاپنی: 設楽 貞通 したら さだみち)، (تولد ۱۵۳۴– مرگ ۱۵۹۶ میلادی)، یک سامورایی ملازم خاندان ایماگاوا در ولایت سوروگا، سپس توکوگاوا ایه‌یاسو در ژاپن بود.